# North El Monte
North El Monte és una concentració de població designada pel cens al Comtat de Los Angeles a l'estat de Califòrnia. Segons el cens del 2000 tenia 3.703 habitants.

## Demografia
Segons el cens del 2000, North El Monte tenia 3.703 habitants, 1.270 habitatges, i 994 famílies. La densitat de població era de 3.404,1 habitants/km².
Dels 1.270 habitatges en un 32,8% hi vivien nens de menys de 18 anys, en un 61% hi vivien parelles casades, en un 11,5% dones solteres, i en un 21,7% no eren unitats familiars. En el 17,9% dels habitatges hi vivien persones soles el 8,6% de les quals corresponia a persones de 65 anys o més que vivien soles. El nombre mitjà de persones vivint en cada habitatge era de 2,87 i el nombre mitjà de persones que vivien en cada família era de 3,23.
Per edats la població es repartia de la següent manera: un 23% tenia menys de 18 anys, un 6,9% entre 18 i 24, un 29,9% entre 25 i 44, un 23,8% de 45 a 60 i un 16,4% 65 anys o més.
L'edat mediana era de 39 anys. Per cada 100 dones de 18 o més anys hi havia 88,6 homes.
La renda mediana per habitatge era de 48.583 $ i la renda mediana per família de 60.000 $. Els homes tenien una renda mediana de 45.195 $ mentre que les dones 28.125 $. La renda per capita de la població era de 19.192$. Entorn del 6,2% de les famílies i el 7,4% de la població estaven per davall del llindar de pobresa.

## Poblacions properes
El següent diagrama mostra les poblacions més properes.